# Tomatina
Pour les articles homonymes, voir Tomatina (homonymie).

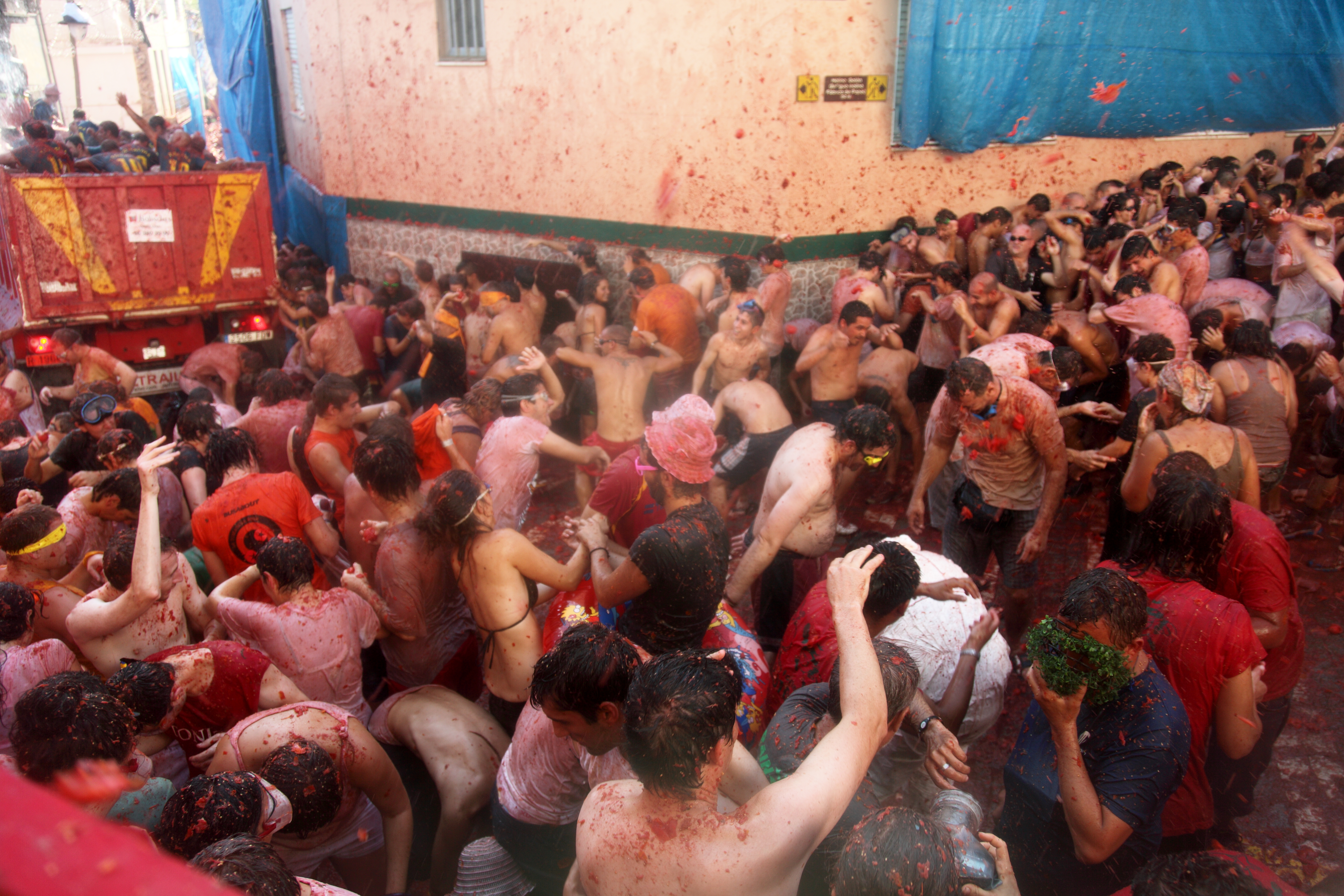
La Tomatina en 2010.

La Tomatina est une fête célébrée le dernier mercredi du mois d'août de chaque année, à Buñol (province de Valence), en Espagne.
Des milliers de participants viennent de chaque coin de la planète pour cette bataille. La bataille est le point culminant d'un festival d'une semaine célébrant le saint patron (San Luis Bertrán) du village. La Tomatina a obtenu en août 2002 le label de Fête d'intérêt touristique international. La Tomatina a été célébrée pour la première fois en août 1945.

## Histoire
Il existe plusieurs versions de l'origine de cette fête.
Selon la version la plus courante, en 1945, alors que les jeunes de l'époque se regroupaient sur la place du village de Buñol, où l'on fête actuellement la Tomatina, pour assister au défilé des autorités du village, de la bande musicale et des « Géants », un groupe de ces jeunes aurait provoqué une bousculade, qui aurait dégénéré en bagarre générale lors de laquelle certains se jetèrent les tomates d'un petit commerce de légumes situé à proximité. Un an après, le même mercredi du mois d'août, les jeunes se seraient retrouvés sur la place, munis cette fois de leurs propres tomates.
Les autorités du village se seraient alors opposées à cette célébration, mais la tradition s'est instaurée et a perduré sous le nom de «Tomatina». En 1959, le conseil municipal de Buñol a finalement décidé d'autoriser la gigantesque bataille de tomates en instaurant un horaire précis de début et de fin, déterminé par l'explosion d'un feu d'artifice ; il fournit également les tomates depuis 1980.
En 2015, entre 150 et 170 tonnes de tomates, selon les sources, ont été déversées dans les rues de la ville,. Les tomates sont produites à Xilxes, La Llosa, Moncofa et Almenara, et sont stockées dans une chambre pendant 2 jours avant la fête de manière à atteindre un niveau de maturité suffisant pour ne pas être trop dures et contondantes.
Après deux années d'absence durant la pandémie de Covid-19, l'édition 2022 de la Tomatina s'est tenue le mercredi 31 août. Pour l'occasion, 130 tonnes de tomates ont été mises à disposition pour 15 000 personnes.

## Règles
Les règles publiées par la municipalité de Buñol sont:
- La fête commence vers 11 heures par une explosion de feux d'artifice.
- Les bouteilles sont interdites ainsi que tout objet dur, coupant ou pouvant provoquer un accident.
- Il est interdit de déchirer et de lancer son tee-shirt ou celui des autres.
- Les tomates doivent être écrasées avant d'être lancées.
- Il faut rester à une distance raisonnablement prudente de la lente avancée des camions qui déversent les tonnes de tomates.
- Il faut suivre les consignes du personnel chargé de la sécurité.
- Une deuxième explosion de feux d'artifice marque la fin de la bataille, vers midi. Il faut alors cesser de lancer des tomates.
- Tee-shirt blanc obligatoire (vieux de préférence car il ne reste pas blanc très longtemps).

La mairie recommande par ailleurs aux participants de se protéger les yeux avec des lunettes de plongée, de mettre de vieux vêtements, des chaussures fermées, et de ne pas boire d'alcool.